# Saracho
Saracho (en euskera y oficialmente Saratxo) es un concejo del municipio de Amurrio, en la provincia de Álava, España.

## Toponimia
En 1138 aparece recogido como Sarachio o Sarrachio. En 1373 como Saracho. En 1626 como Saratxo. Y en 1986 como Saracho-Saratxo.

## Geografía física

### Ubicación
| Noroeste: Mendeica         | Norte: Derendano | Nordeste: Lezama (Álava) |
| Oeste: -                   |                  | Este: Lecamaña           |
| Suroeste: Lendoño de Abajo | Sur: Orduña      | Sureste: Aloria          |

## Despoblado
Forma parte del concejo el despoblado de:
- Derendano.[2]

## Historia
A mediados del siglo XIX, el lugar, que por entonces formaba parte del ayuntamiento de Lezama, contaba con una población de 123 habitantes. La localidad aparece descrita en el decimotercer volumen del Diccionario geográfico-estadístico-histórico de España y sus posesiones de Ultramar de Pascual Madoz de la siguiente manera:

SARACHO: l. del ayunt. de Lezama, en la prov. de Alava (á Vitoria 7 leg.), part. jud. de Amurrio (3/4), aud. terr. de Búrgos (18), c. g. de las Provincias Vascongadas, dióc. de Calahorra (26). sit. en un profundo valle dominado por las alturas de Sta. Cruz, Peña de Achondo y altura del l. de Lecamaña; clima templado; reinan los vientos N. y O. y se padecen calenturas intermitentes. Tiene 46 casas diseminadas en 7 barrios denominados Derendano, Zubiaur, Aretereta, Arechaga, Landaverde, Carduras y Aguejelo; los cas. de Lecubarri, Aguirre, Landazuri y Retaburu; sala consistorial; escuela de primera educacion para ambos sexos frecuentada por 18 alumnos y dotada con 100 ducados; igl. parr. (San Nicolás de Bari) servida por 2 beneficiados; cementerio en parage ventilado; una ermita con la advocacion de Sta. Maria Egipciaca, y para el surtido del vecindario seis fuentes de buenas aguas. El térm. se estiende 1/2 leg. de N. á S. y una de E. O. y confina N. Amurrio; E. Lecamaña y Lezaura; S. Orduña, y O. Mendeica y Lendoño; comprendiendo dentro de su circunferencia los montes de Sta. Lucia, Sta. Cruz y el Encinal, poblados de robles, encinas y otras matas. El terreno es de buena calidad; le atraviesa de S. á N. el r. Nervion, con 2 puentes d epiedra silleria y mamposteria, y otro de madera: en el punto conocido con el nombre de Landaguchi se agrega á este r. el arroyo Carduras, que tiene su origen en las sierras de Salvada y fuente Iturrigorri. caminos: la carretera desde Bilbao á Madrid pasa por este terr., se halla en buen estado, y tiene 2 ventas llamadas de Mendichueta y de Zubiaur: el correo se recibe de Orduña por balijero los domingos, martes y viernes. prod.: trigo, maiz, habas, alubias, patatas, avena y lino; caza de liebres y perdices; pesca de barbos, cangrejos y loinas. ind.: ademas de la agricultura, hay 7 molinos harineros en buen estado que muelen para el abasto de la c. de Orduña y otros pueblos. pobl.: 28 vec., 123 alm. riqueza y contr. (V. Alava Intendencia).
(Madoz, 1849, p. 858)

Décadas después, ya en el siglo XX, se describe de la siguiente manera en el tomo de la Geografía general del País Vasco-Navarro dedicado a Álava y escrito por Vicente Vera y López:

Saracho.—Lugar de 27 casas; la población de hecho y de derecho es de 135 almas. Dista de la cabecera del municipio 4,311 metros; estando situado en la carretera de Orduña á Amurrio. Este lugar está formado por siete barrios, que son: Arechaga y Reteceta, á la izquierda de la carretera; Derendano, Mendiguren, Carduras, Landaverde y Retaburu, á la derecha, y por entre estos barrios ó caseríos, pasa el río Nervión y su afluente el arroyo Carduras. Limita, al N., con Larrimbe; al S., con Orduña; al E., con Lecámaña, y al O., con Echegoyen. Tiene una parroquia de categoría rural de primera clase, dedicada á San Nicolás y perteneciente al arciprestazgo de Ayala. La escuela pública es incompleta y su población escolar se calcula en 40 niños y niñas. En su término hay varias fuentes y entre ellas una que dicen tiene la propiedad de anunciar vá á llover con 24 horas de anticipación, por arrojar el agua con más abundancia. Hay tres molinos harineros. Pertenece al vecindario el aprovechamiento de los montes Santa Lucía, de 35 hectáreas, y Achondo, de 9, ambos plantados de robles.
(Vera y López, 1915-1921, p. 649)

En la actualidad, pertenece al municipio de Amurrio. En 2022, la entidad singular de población tenía empadronados 86 habitantes y el núcleo de población, quince.

## Demografía
| Gráfica de evolución demográfica de Saracho entre 2000 y 2019 |
|                                                               |
| Población de derecho según los censos de población del INE.   |

## Cultura

### Patrimonio material
- Ermita de Santa María Egipciaca.[8]
- Iglesia de San Nicolás de Bari.[9]
- Molinchín de Ugarte.[10]
- Molino de Abenduy o Aldama.[11]
- Fuente Derendano o del ferrocarril.[12]
- Puente.[13]
- Puente del molinchín de Ugarte.[14]
- Fuente.[15]

### Patrimonio inmaterial
- El 6 de diciembre se celebra la festividad de San Nicolás.[16]